# Saint-Priest-en-Murat
 Saint-Priest-en-Murat  là một xã ở tỉnh Allier thuộc miền trung nước Pháp.